# Minnetrista
Minnetrista város az USA Minnesota államában, Hennepin megyében. Lakosainak száma 8262 fő (2020. április 1.).

## Népesség
A település népességének változása:
| Lakosok száma | 212  | 6384 | 8262 |
|               | 1860 | 2010 | 2020 |